# الدوري الأمريكي لكرة السلة للمحترفين 1967–68

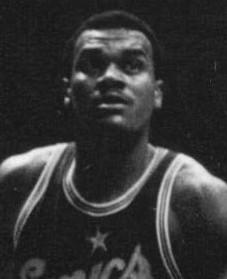
لاعب السلة الاميركي بوب

الدوري الأمريكي لكرة السلة للمحترفين 1967–68 (بالإنجليزية: 1967–68 NBA season)‏ هو موسم من إن بي أي. أقيم خلال الفترة 13 أكتوبر 1967 وحتى 2 مايو 1968، وأشرف على تنظيمه إن بي أي، وفاز فيه بوسطن سيلتكس.